# Международная федерация гребного спорта
Международная федерация гребного спорта (англ. World Rowing Federation или просто англ. World Rowing), ранее известная под аббревиатурой ФИСА (фр. Fédération Internationale des Sociétés d'Aviron (FISA), дословно Международная федерация обществ гребли) — организация, занимающаяся развитием академической гребли в мире. Совершенствует систему проведения соревнований, проводит чемпионаты мира, курирует международные соревнования и проводит работу по развитию вида спорта, расширению географии, совершенствованию правил соревнований, методики подготовки гребного инвентаря и развитию водного туризма. Эту работу выполняют соответствующие комиссии в составе ФИСА.

## История
ФИСА была основана 25 июня 1892 года в Турине представителями Франции, Швейцарии, Бельгии и Италии в ответ на растущую популярность гребли, и как следствие, потребность в унификации правил в отношении таких вопросов, как длина дистанции, конструкция лодки и весовых категориях.
Первой регатой, организованной ФИСА был чемпионат Европы, который был проведен в 1893 году в Орта, Италия.
ФИСА основала свою штаб-квартиру в Лозанне, Швейцария в 1922 году.
ФИСА стала первой международной спортивной федерацией, присоединившейся к олимпийскому движению для участия в первых Олимпийских играх современности в 1896 году. Каждая страна имеет свою Федерацию или регулирующий орган, который относится входит в конгресс ФИСА.